# Machik Labdrön
Machik Labdrön (ti. : མ་གཅིག་ལབ་སྒྲོན་, W. : Ma-gcig Lab-sgron) (1031-1129 ou 1055-1143,), contemporaine de Milarépa, est généralement considérée comme la fondatrice de la pratique du Chöd au Tibet. 
Elle est considérée comme une dakini et une déité, émanation de Yeshe Tsogyal, de la dakini Sukhasiddhi, de la Prajnaparamita (Grande Mère ou Yum Chenmo) et de Tara . Sa venue au Tibet aurait été annoncée dans un soutra du Bouddha Sakyamuni et par Padmasambhava. Son nom signifie « La Mère, lampe de Lab », Lab étant le nom de son clan ou de sa région d’origine.

## Biographie
Plusieurs biographies avec des différences de détail ont été conservées dans les traditions Chöd et Ganden ; les Annales bleues parlent aussi d’elle. Elle naquit dans le village de Tsomer à E Gangwa, Lapchi, dans l’actuel xian de Tingri, ou à Gyelab, Kheugang, dans la vallée orientale du Yarlung. Ses parents se nommaient Chökyi Dawa et Klungno Bumcham. Elle aurait eu deux frères, dont un moine, et une sœur. Elle travailla comme lectrice de textes Prajnaparamita à partir de l’âge de 16 ans et devint à 20 ans disciple de et Sönam Drakpa (ou Drapa Ngonshé 1012-1090) qui l’aurait ordonnée. Ce serait à la même période qu’elle aurait rencontré [Pa] Dampa Sangyé, bien qu’il ne soit pas certain qu’elle ait été sa disciple directe. Elle aurait par la suite renoncé à ses vœux pour épouser le yogi indien Topa Draya (ou Thöpa Ware), et donné naissance à deux ou trois fils et une ou deux filles, selon les sources. Selon certains, son deuxième fils Gyalwa Dondrub ou Gyalwa Drubche, moine et disciple à partir de 15 ans de Padampa Sangye, aurait continué sa tradition,, mais selon d’autres sources il s’agissait de son disciple principal et non de son propre fils. Un autre de ses fils aurait entamé une carrière de voleur avant d’être réformé par sa mère. Face aux reproches d’avoir abandonné ses vœux, elle se serait de nouveau rasé la tête puis serait devenue une yogini errante, visitant les grottes Tselha Namsum près de Gyamda avant de s’arrêter vers l'âge de 40 ans à Zangri Khangmar, Sangri. Néanmoins, l’Explication complète de Machik ne mentionne pas de vœux monastiques ; ceux de Machik ne pouvaient de toute façon qu’être de novice ou de laïque car l’ordination complète n’existait pas alors pour les femmes au Tibet. Elle aurait rassemblé à Zangri Khangmar de nombreux disciples venant de différentes régions. Ses quatre disciples femmes principales sont connues comme les quatre Gyen (ornements) de Machik, ses deux principaux disciples hommes sont Gyalwa Dondrub (Gyalwa Drubche), héritier principal de sa lignée, et Kugom Chokyi Sengge.

## Incarnations et émanations
Une Vie de Yeshe Tsogyal relate que cette dernière se serait réincarnée en Machik Labdron, son parèdre Atsara Sale en Thöpa Ware, mari de Machik, la deuxième parèdre de Padmasambhava, Tashi Khyidren, serait devenue la fille de Machik et Padmasambhava lui-même se serait réincarné en Padampa Sangye
Selon certaines biographies, elle était dans sa vie antérieure le yogi indien Mönlam Drub. Après sa mort apparente, son corps serait resté intact dans une grotte de Potari au Sud de l’Inde et son esprit aurait pénétré dans le corps de la mère de Machik, causant la naissance de cette dernière
Parmi ses émanations ultérieures on compte la tertön Jomo Menmo (1248–1283), Jetsun Rigdzin Chönyi Zangmo (1852–1953),(Ani Lochen), Khyungchen Aro Lingma (1886–1923), et Tsultrim Allione (1947- ) ,.

## Chöd
Chöd ou Tcheu signifie littéralement trancher, dans le sens de couper l'attachement à l'ego et aux émotions perturbatrices. Cette pratique s'attaque à la souffrance elle-même, dès lors qu'elle se présente, par apaisement et coupure, entraînant en conséquence la disparition des causes de la souffrance et une libération de toute peur par la réalisation de la vraie nature de l'esprit, vacuité et clarté primordiale. On retrouve cette tradition et les enseignements qui en découlent dans l'ensemble des écoles du bouddhisme tibétain.

## Textes associés à sa tradition
- Deux textes attribués au brahmane Aryaveda, oncle maternel de Dampa Sangye:
  - Shes rab kyi pha rol tu phyin pa zab mo gcod kyi man ngag gi gzhung bka' tshoms chen mo
  - Shes rab kyi pha rol tu phyin pa'i man ngag yang tshoms zhus lan ma
- Autres textes existant au XXIe siècle:
  - [S]Nying tshoms chos kyi rtsa ba
  - Thun mong gi le lag brgyad pa
  - Thun mong ma yin pa'i le'u lag brgyad pa
  - Khyad par gyi le lag brgyad pa

Le premier (bka' tshoms chen mo) est le seul datable par un commentaire du 3e karmapa Rangjung Dorje (1284-1339). 
- Textes probablement disparus:
  - Gnad thems
  - Khong rgol
  - Gsang ba'i brda' chos
  - Nang ngo sprod
  - Gzhi lam slong

référence